# Larivière-Arnoncourt
 Larivière-Arnoncourt  es una población y comuna francesa, en la región de Champaña-Ardenas, departamento de Alto Marne, en el distrito de Langres y cantón de Bourbonne-les-Bains.

## Demografía
| 224 | 195 | 167 | 154 | 151 | 158 |
| Para los censos de 1962 a 1999 la población legal corresponde a la población sin duplicidades (Fuente: INSEE [Consultar]) |     |     |     |     |     |